# Boldva
Boldva es un pueblo ubicado en el distrito de Edelény, condado de Borsod-Abaúj-Zemplén, Hungría.

## Superficie
Posee una superficie de 28,34 kilómetros cuadrados.

## Demografía
Hasta 2022 la población era de 2350 habitantes, con una densidad de población de 82,92 habitantes por kilómetro cuadrado.